# Tancada d'intel·lectuals a Montserrat
La Tancada d'intel·lectuals a Montserrat, que tingué lloc el 12, 13 i 14 de desembre de 1970, fou el principal acte de mobilització de l'oposició antifranquista catalana amb motiu del Consell de guerra celebrat a Burgos contra militants d'ETA.

## La tancada
S'inicià el 12 de desembre de 1970 a l'Abadia de Montserrat on es van reunir uns 300 intel·lectuals catalans: escriptors, cantants, periodistes, pintors, actors, cineastes, gent del teatre i de l'edició, professionals de la cultura, i altres persones amb un reconegut compromís polític. La tancada tenia per objecte protestar pel Procés de Burgos, el consell de guerra que condemnà a mort a militants d'ETA. Va durar tres dies atès l'amenaça d'assalt de la policia. Els participants a la tancada van debatre sobre l'estat actual del país i el seu futur, i es constituïren en assemblea permanent creant l'Assemblea Permanent d'Intel·lectuals Catalans que funcionà a partir d'aquell moment tenint un paper destacat en esdeveniments polítics futurs. En el transcurs de la tancada, es redactà un manifest en què es demanava l'amnistia política, llibertats democràtiques i el dret a l'autodeterminació.

## Origen i conseqüències
L'origen de la tancada cal fixar-lo en la proposta d'un acte de resposta al règim pel Procés de Burgos de les dues instàncies unitàries d'oposició al franquisme que, en el 1970, funcionaven a Catalunya, La Taula Rodona (1966-1973) i la Comissió Coordinadora de Forces Polítiques de Catalunya (precedent del Consell de Forces Polítiques de Catalunya).
Les conseqüències pels participants foren importants, fortes sancions econòmiques, retirada de passaports, prohibició d'actuar en públic, etc. L'impacte internacional de la tancada fou indubtable i contribuí de manera notable al fet que dies després el règim commutés les penes de mort. Per altra part impulsà i donà relleu mediàtic i ciutadà a la lluita de l'oposició catalana antifranquista.

## Manifest de la Tancada
El manifest de la tancada fou reproduïda a l'exposició Montserrat, un lloc únic, al Palau Robert de Barcelona el 2007. El text exacte és el següent (tot i que la cursiva és afegida):

Manifest
Nosaltres, intel·lectuals catalans constituïts a Montserrat en assemblea permanent, ens creiem en el deure de prendre posició davant la gravíssima situació política i social provocada pel Consell de Guerra sumaríssim contra setze militants d'ETA, acusats de lluitar pel socialisme i pels drets nacionals del poble basc.
En aquestes circumstàncies, constatem:
1. Que a l'Estat espanyol continua essent aplicada, contra tota opinió o acció de signe democràtic, una legislació repressiva iniciada, fa més de trenta anys, durant la guerra civil.
2. Que l'actual sistema politicojurídic al servei d'una estructura social classista i anacrònica converteix en delicte fets polítics i socials que en tot estat democràtic són considerats legítims i àdhuc constitueixen drets elementals de tot ciutadà.
3. Que la tortura i els mals tractes físics i morals, que han estat denunciats reiteradament, són encara una pràctica policíaca sistemàtica.
4. Que els drets dels pobles i nacions que avui formen l'Estat espanyol són ignorats i reprimits a benefici d'una suposada i falsa unitat nacional, principi bàsic de les lleis fonamentals de l'Estat espanyol.

Atesos aquests fets, considerem inadmissible l'aplicació de les gravíssimes penes demanades al Consell de Guerra sumaríssim de Burgos. Denunciem que els mitjans de comunicació de l'Estat, especialment Radio Nacional de España, Televisión Española i l'Agencia Cifra, tergiversen o escamotegen sistemàticament la informació. I, com que no existeixen mitjans normals de lliure expressió, ens veiem obligats a manifestar-nos a través d'aquest document.
En primer lloc, repudiem el procés de Burgos en els termes expressats pels advocats defensors, al mateix temps que ens solidaritzem amb els moviments de repulsa que s'han produït i es produeixen tant a l'interior com a l'exterior.
En segon lloc, reclamem que siguin preses immediatament les mesures següents:
1. Que quedi sense efecte qualsevol condemna que pugui ésser dictada pel tribunal de Burgos.
2. Que sigui promulgada una amnistia general de tots els presos per motius polítics i socials, dels sancionats i dels exiliats.
3. Que sigui derogat el decret llei de bandidatge i terrorisme i abolides les jurisdiccions especials.
4. Que sigui abolida la pena de mort per qualsevol delicte.
5. Que sigui establert un estat autènticament popular que garanteixi l'exercici de les llibertats democràtiques i dels drets dels pobles i nacions que formen l'Estat espanyol, inclòs el dret d'autodeterminació.
Finalment, manifestem la nostra completa adhesió fraternal al poble basc i a les seves reivindicacions, que són les nostres.
Montserrat, 13 de desembre de 1970

## Llistat de participants a la Tancada
Els participants en la tancada foren els següents, d'acord amb l'exposició del 2007 al Palau Robert de Barcelona:

Montserrat Roig; Joan-Ramon Capella; Pau Bordonaba; Josep Guinovart; Oriol Bohigas; Josep M. Riera de Leyva; José María Nunes; Vicenç Aranda; Cristòfol Domingo; Beatriz de Moura; Jordi Herralde Grau; Carles Duram; Josep Ferré; Maria Girona; Domènec Aguilar Foment; Montserrat Esther; Marta Ribalta; Albert Ràfols Casamada; Damià Casanovas Serra; Lluís Domènech i Girbau; Annie Settimó de Esteva; Toni Miserachs; Josep Lluís Rovira; Joaquim Boix; Ramon Domènech Girbau; Miquel Porter; Romà Gubern; Francesc Vayreda; Octavi Pellissa; Pep Bonet Bertran; Oriol Serrano; Antoni Tomàs; Pere Ancochea; Josep Benet; Jordi Carbonell; Josep Maria Forn; Juliana Joaniguet; Carme Serrallonga; Alexandre Corniero; Immaculada Llorens; Carles Santasusana; Josep Sant; Manuel Núñez; Elena Paulowski; Paco Rodón; Joan Hernández Pijoan;Jordi Ventura; Joan Gomis i Sanahuja; Esteve Lamotte de Grignon; Lluís Magriñá; Domingo Melero; Josep M. Queralt; Arnau Olivar; Alfons Garcia Seguí; Gabriel Ferrater Joan Solà; Francesc Valls; Guillermina Motta; Enric Barbat; Esther Tusquets; Ana María Matute Ausejo; Anna Maria Moix i Meseguer; Jaume Pamar; Joan Soler; Anna Bofill; Albert Casas; Josep M. Guerrero; Guillem Vàzquez; Carles Pascual; Eduard Ramera Girón; Raimon; Francesc Pi de la Serra; Jesús Oliver Rotellas; Oriol Martorell; Joan Pons; Antoni Matabosch; Maria Reniu; Pere Planella; Eulàlia Gomà; Jaume Echavarri; Àngels Izquierdo; Marta Abelló; Cristina Coll; Ferranda Morién; Dolors Ribera; Jordi Cadena; Francesc Bellmunt; Maite Fontanet; Núria Bareta; Jaume Figueras; Rosina Gallego; Eulàlia Gil; Ramon Casanelles; Jordi Pericot; Yago Pericot; Xavier Zulaica; Mario Gas Cabré; Enric Satué; Dolça Tormo; Joan Enric Lahosa; Josep M. López Llaví; Julià Garcia; Pep Romeu; Carlota Soldevila; Francesc Nel·lo; Xavier Valdivieso; Àngel Carmona; Carme Calvet; Francesc Carreras; Jaume Melendres; Armonia Rodríguez; M. Àngels Tren; Consol Coma; Josep Esteve; Pere Comas; Josep Maria Benet i Jornet; Josep Corredor-Matheos; Joan Oliver; Marina Bru; Carol Rosés; Xavier Fernández López; Germà Fernández López; Enric Cabestany; Jaume Cabré; Sergi Jover; Jaume Camino; Charo Garcia Verde; Jordi Castellanos, Jacint Ros i Hombravella; Josep M. Muñoz Pujol; Marina Subirats; Carles Sanpons; Feliu Formosa; Jordi Teixidor; Conxa Segarra; Xavier Romeu; Núria Pérez de Lara; Ramon Garcia; Jordi Marfà; Mercè Corman; Maria Plans; Miquel Garcia López; Josep M. Cabré; Eva Serra; Josep Cercós; Jaume Càlix; Manuel Rius; Rafael Medina Ortega; Rafael Muñoz Paloñes; Joan Travé; Esther Boix; Josep Ribera Pinyol; Eduard Guardino; Valeri Novell Sala; Santi Loperena; Pere Portabella; Pere Doménech; Carme Hernàndez: Rosa Regàs; Jaume Rosell; Francesc Serrahima; Fabià Puigserver; Magda Oliver; Víctor Mora; Isabel Cowel; Carles-Jordi Guardiola; Colita Esteba; Núria Serrahima; Xavier Fernández de Castro; Gonçal Suárez; Pere Garcés; Josep Maria Martorell i Codina; Joana Jordà; Roser Carrobé; Josep Elias; Fèlix Tusell; Eugeni Trias; Eulàlia Serra; Alexandre Cirici Pellicer; Àngels Manuel; Lluís Ribera; Eduard Rodrigo Ferrer; Francesc Vallverdú; Núria Espert; Terenci Moix; Armand Morono; Irene Martínez Mora; Ramon Serrano; Enric Irazoqui; Julià Marcelo; Josep M. Castellet; Josep M. Tubau; Roc Villas; Marià Alberó; Antoni Blanch; Pere Balañà;Antoni Tàpies; Teresa Tàpies; Daniel Lelong; Maria Lluïsa Borràs; Xavier Castellà; Esteve Borrell; Jaume Albertí; Josep Andreu Abelló; Francesc Aragay; Joan Martínez Mora; Pere Català Roca; Francesc Català Roca; Gustau Gili; Ramon Viladàs; Ramon Noguera; Joan Brossa; Joan Miró; Ramon Valls; Montserrat Durany; Jacques Dupin; Jordi Tusell; Joan Ramon Colomines i Companys; Joan Colomines; Josep Montañez; Joan Nicolàs; Josep M. Fargas; Pau Monguió; Albert Puigdomènech; Emili Donato; Joan Bosch; Francesc Rius; Rafael Càceres; Josep Sanmartí; Xavier Miserachs; Enric Vila-Matas; Biel Moll; Jaume Ciurana; Frederic Pagès; Pere Ignasi Fages; Carles Trias; José Luis Giménez-Frontín; Xavier Folch; Manuel Sacristán; Albert Vila; Llorenç Soler; Analisa Corti; Joana Mas; Manuel Valls; Marta Carrera; Frederic Raurell; Luis Ciges; Maite Arbó; Joan Manuel Serrat; Josep M. Clua; Jaume Vilà.